# Match cut
Match cut ou raccord (em tradução livre: "corte de comparação") é um corte na edição de filmes que faz a transição entre dois planos que são correspondidos de alguma forma, seja por algum movimento ou assunto, assim deixando o espectador fazer a conexão entre as duas. Como os planos de um filme são filmados fora de ordem e só posteriormente editados, é crucial que o editor do filme mantenha uma coerência lógica entre cada plano e cada seqüência de maneira a garantir a correta continuidade temporária ou espacial entre cada plano consecutivo. Em outras palavras, consiste em organizar corretamente as seqüências de uma rodagem, de tal forma que não haja contradições entre uma seqüência e outra. 
Este tipo de corte dá ao público a chance de somar o que o primeiro plano entrega com o segundo e obter algum entendimento como um todo. Esta linha de pensamento se torna mais clara quando se observa um match cut de um rosto de uma criança e depois corta pro mesmo rosto já adulto. Contudo, o diretor sempre quer um pouco mais do que cada imagem tem separadamente a dar do que os resultados literais da soma.
No filme brasileiro Cidade de Deus tem-se um exemplo emblemático desta técnica, no inicio do filme quando o personagem Buscapé (Alexandre Rodrigues) ergue a mão com a câmera para tirar uma foto da gangue de Zé Pequeno (Leandro Firmino). Ao apertar no botão do obturador da máquina a cena é cortada imediatamente para um tiro efetuado pelos rivais de Zé.